# Джангл
Джангл (англ. jungle) или олдскул-джангл (англ. oldskool jungle) — жанр электронной танцевальной музыки, возникший в Великобритании на базе британской рейв-сцены и ямайской звуковой культуры в 1990-х годах и уходящий корнями в брейкбит-хардкор. Звучание характеризуется быстрым темпом (от 150 до 170 ударов в минуту), синкопированными перкуссионными лупами, сэмплами и синтезированными эффектами в сочетании с басовыми линиями, мелодиями и вокальными семплами, встречающимися в дабе, регги и дэнсхолле, а также хип-хопе и фанке. Многие продюсеры часто использовали семпл «Амен-брейк» и другие брейкбиты из ранних фанковых и джазовых записей. Джангл является предшественником драм-н-басса, так же появившегося в середине 1990-х.
Термины «джангл» и «драм-н-бейс» часто используются как синонимы, хотя полное сходство этих двух жанров является постоянной темой дебатов. Музыкальные критики, как правило, причисляют драм-н-бейс к джангл-музыке, которая получила распространение во второй половине 1990-х годов.

## История

### Возникновение термина
Продюсеры и диджеи начала 1990-х, MC 5ive '0, Groove Connection и Kingsley Roast, приписывают происхождение слова первопроходцам этого жанра Мусу, Саундману и Джонни Джанглу. Слово «джангл» происходит от термина «джанглист», который относится к жителям Кингстона.

### Начало развития
В начале 1990-х брейкбит-хардкор дал начало новым жанрам. Фортепиано и возвышенные вокальные партии, которые были характерны для брейкбит-хардкора, положили начало хэппи-хардкору, в то время как в конце 1992 года появились треки с мрачными семплами и индустриальными стилями, названными дарккором.
Регги-семплы фигурировали в брейкбит-хардкор-треках начала 1990-х годов, в частности у таких продюсеров, как Shut Up and Dance. В то же время британский продюсер Rebel MC и лейбл Ibiza Records внесли вклад в развитие джангла, миксуя различные музыкальные элементы из регги и брейкбит-хардкора. По мнению музыкального критика и журналиста Ллойда Брэдли, основы джангла заложил продюсер Lennie De Ice со своим музыкальным треком «We Are I.E.» (1991) и его басовой партией в стиле рагга.
К 1992—1993 годам для описания брейкбит-хардкора с элементами регги использовали термины «джангл техно» и «хардкор джангл». Подобные композиции проигрывались в британских клубах, таких как A.W.O.L., Roast и Telepathy диджеями DJ Ron, DJ Hype, Mickey Finn, DJ Rap, DJ Dextrous и Kenny Ken. Роль в распространении раннего джангла сыграли британские лейблы Moving Shadow, V Recordings, Suburban Base, Renk, а также пиратские радиостанции Kool FM, Don FM, Rush и Rude FM.
Британский музыкальный критик Саймон Рейнольдс в своей книге писал: «Британский аналог американского хип-хопа. Тем не менее можно утверждать, что джангл — это клубный и электронный вариант регги. В музыкальном плане давящие басы и набор экстремальных звуковых эффектов делают джангл чем-то вроде постмодернистской даб-музыки на стероидах. Это пример широкого влияния различных музыкальных жанров; джангл — это место, где сходятся различные жанры афробританской музыки».
Рейнольдс отметил, что аудитория жанра развивалась вместе с самой музыкой: от «потного белого подростка без майки, ухмыляющегося и корчащего рожи» до «кивающего головой, стильно одетого чёрного, лет двадцати с небольшим парня с одутловатыми веками, держащего в одной руке косяк, а в другой бутылку шампанского». Джангл также служил «местом для битвы между оспаривающими представление о чёрности».

### Рост популярности
Жанр достиг пика популярности к середине 1990-х годов. Трек «Incredible» 1994 года от продюсеров M-Beat и General Levy попал в UK Singles Chart, после чего продюсеры выпустили несколько таких CD-сборников, как Jungle Mania и Jungle Hits.
К 1994 году официальные радиостанции обратили внимание на джангл-треки, тем самым жанр вышел за пределы пиратских радио. Лондонская радиостанция Kiss FM запустила программу Givin' It Up, где играли DJ-сеты такие музыканты, как Кенни Кен, Jumpin Jack Frost, DJ Rap и Микки Финн. В 1995 году BBC Radio 1 организовало еженедельную программу One in the Jungle. Крупные лейблы начали заключать контракты с такими диджеями, как A Guy Called Gerald, Kemet и DJ Ron.
К 1997 году элементы регги отошли на второй план, уступив место более темному, электронному и мрачному звучанию, также стали применяться семплы из джаза и хип-хопа. К концу десятилетия жанр значительно отличался от своего раннего варианта.

### Перерождение жанра
В 2000-е годы андерграундные джангл-продюсеры обратили внимание на вновь возникший интерес к классическому джанглу среди публики. На фоне возрождения жанра один из его основателей, британский диджей Shy FX, создал музыкальный лейбл Digital Soundboy в 2005 году.
В начале и до середины 2000-х классический джангл оказал влияние на его поджанр под названием драм-фанк. Лейблы Scientific Wax, Bassbin Records и Paradox Music продвигали музыку с большим использованием брейков. Музыкальные фестивали Technicality и Bassbin в Лондоне сыграли большую роль в возвращении джангла к его изначальному звучанию.
Великобритания является центром джангл-культуры. Фестиваль Rupture стал популярным в середине 2000-х годов благодаря продвижению классического звучания джангла и драм-энд-бейса. Этот фестиваль послужил стартом для таких продюсеров, как Forest Drive West, Tim Reaper, Dead Man’s Chest и Sully.
Один из родоначальников жанра, Congo Natty, продолжил выпускать музыку в стиле джангл, выпустив свой последний альбом Jungle Revolution в 2013 году.
В 2018 году на фоне растущего интереса к жанру, британский дуэт Chase & Status выпустил альбом RTRN II JUNGLE с элементами поп-музыки для большего охвата аудитории.

## Социокультурный подтекст
Джангл был одним из культурных проявлений городской молодежи из рабочего класса Лондона. Эпоха посттетчеризма в начале 1990-х годов оставила британскую молодежь разочарованной в своей бесправности и в постепенном разрушении социума. Джангл являлся отражением опасений и переживаний тех времен; для него было характерно частое использование мрачных индустриальных семплов и мелодий и практическое отсутствие эмоциональных, эйфорических мелодий, в отличие от остальных электронных жанров музыки того периода. Среди темнокожих британцев джангл оказался более популярен, чем другие рейв-жанры, например, техно, несмотря на то, что на джангл оказали влияние различные электронные стили, включая рейв-жанры из США. Профессор Набииль Зубери считает, что джангл можно рассматривать как «британский ответ американскому хип-хопу», смешение жанров разных культур для разрушения расовых ограничений и продвижения мультикультурализма в музыке. Джангл ставит в приоритет ритм, в отличие от западной музыкальной традиции, где господствует мелодия.
Кроме того, более широкая доступность технологии семплирования позволила молодым людям, используя лишь собственные семплы и опыт, создавать музыку дома вместо огромной студии звукозаписи.
Свойственные для джангла многоуровневые ритмы и брейки позволили джанглу заручиться поддержкой не только от британских би-боев, увлекшихся рейв-сценой, но и от поклонников регги, дэнсхолла, электро и рэпа. Рейнольдс это описал как пугающее и «слишком крутое для многих рейверов, чтобы под это танцевать», однако посетители клубов наслаждались каждым моментом.

## Вклад женщин в жанр
Согласно исследовательнице искусства Джулии Топпин, важность вклада афробританских женщин в жанр остается незаметным. Когда драм-энд-бейс опередил по популярности джангл, темнокожие женщины «чувствовали себя будто их лишили „дома“». По мнению опрошенных женщин, драм-энд-бейс был слишком пустым, у жанра отсутствовали тяжелые басовые линии и душевный вокал. Афробританские женщины видели в джангл-вечеринках как место для самовыражения, освобождения от предрассудков и ощущения сплочённости. Топпин также упоминает истории про «группы модных темнокожих девушек, которые могли завоевать танцпол своим умением танцевать».
Кроме того, среди джангл MC и диджеев было множество женщин. В книге Джулии Топпин, Black Music in Britain in the Twenty-First Century, одна опрошенная девушка назвала 15 наиболее выделяющихся женских продюсеров в джангл музыке, включая исполнительниц DJ Flight и DJ Kemistry. Тем не менее упоминание женщин-исполнительниц отсутствует на уровне мейнстрима, что свидетельствует о явно сексистской и расистской повестке против них.
Несмотря на это, женщины-джанглистки продолжают выпускать свое творчество. В мае 2020 года был сформирован «Альянс черных джанглистов», одним из основателей которого была женщина. Целью Альянса является «просвещение нового поколения джанглистов через историю жанра».